# Rimantas Taraškevičius
Rimantas Taraškevičius (* 18. července 1949, Biliūnai) je litevský stavební inženýr, který byl v letech 2001 až 2011 starostou Klaipėdy.

## Život
V roce 1967 maturoval na IV. střední škole v Klaipėdě (dnešní Vydūnovo gymnázium). V roce 1972 absolvoval stavební fakultu tehdejšího Kaunaského polytechnického institutu (KPI).

## Vyznamenání
- velkodůstojník Řádu za zásluhy – Portugalsko, 31. května 2007[1]